# Marker (Noruega)
Marker és un municipi situat al comtat d'Østfold, Noruega. Té 3.610 habitants (2016) i té una superfície de 413 km². El centre administratiu del municipi és el poble d'Ørje. Marcador va ser creat com a nou municipi l'1 de gener de 1964 després de la fusió dels dos antics municipis de Rødenes i Øymark.
Marker limita amb els municipis d'Aremark, Rakkestad, Eidsberg, Rømskog, Aurskog-Holand (comtat d'Akershus), i amb Suècia. La ruta europea E18 passa pel municipi.
Els atractius més importants del municipi són les fortaleses d'Ørje i de Basmo. La fortalesa de Basmo rau en un aïllat aflorament de muntanya entre els llacs Rødenessjøen i Hemnessjøen a la part occidental del nord del municipi.

## Informació general

### Nom
El nom de Marker en nòrdic antic era Markir, el plural de Mörk que significa «bosc».

### Escut d'armes
L'escut d'armes de Marker és modern. Se'ls hi va concedir el 16 d'abril de 1982. L'escut mostra dos ganxos de fusta de color blanc sobre fons blau. Aquests són un tipus de ganxo utilitzat per guiar els troncs d'arbres a través dels rius. L'activitat econòmica més important del municipi és la silvicultura. Els dos ganxos també representen els dos pobles (i antics municipis de Rodenes i Øymark).